# هارتفرد (داکوتای جنوبی)
هارتفرد(به انگلیسی: Hartford) شهری در ایالت داکوتای جنوبی کشور ایالات متحده آمریکا است که جمعیت آن در سرشماری سال ۲۰۱۰ میلادی، ۲٬۵۳۴ نفر بوده‌است.